# Traylor Engineering & Manufacturing Company
Die Traylor Engineering & Manufacturing Company war ein US-amerikanischer Nutzfahrzeug- und Traktorenhersteller. Der Markenname war Traylor.

## Nutzfahrzeuge
Das Unternehmen wurde 1920 in Allentown, Pennsylvania (USA) gegründet zur Herstellung von Lastwagen bis 5 tn Nutzlast.
Zunächst umfasste das Lieferprogramm Fahrgestelle mit 1¼, 2, 3 und 4 tn Nutzlast. Die Fahrzeuge erhielten Vierzylinder-Motoren der Buda Engine Co. in Harvey (Illinois). Belegt ist ein Buda-Motor mit 226,4 c.i. (3,7 Liter) und 48 bhp (35,8 kW). Dessen Bohrung betrug 3¾ Zoll, der Hub 5⅛ Zoll. Diese Daten weisen auf den verbreiteten Buda Model WU hin.
Eine größere Version dieses Motors mit 5½ Zoll Bohrung trieb den Traylor Model C mit 2 tn Nutzlast an; das ergibt einen Hubraum von 243 c.i. (3981 cm³) und deutet auf den Buda HTU Vierzylinder.
Weil bei beiden Versionen der Kolbenhuhub identisch ist, ergibt sich übereinstimmend ein N.A.C.C.-Rating von 22,5 HP. Dies ist ein errechneter Wert, kein gemessener.
Die Drei- resp. Vierganggetriebe wurden von Brown-Lipe bezogen.

## Traktoren

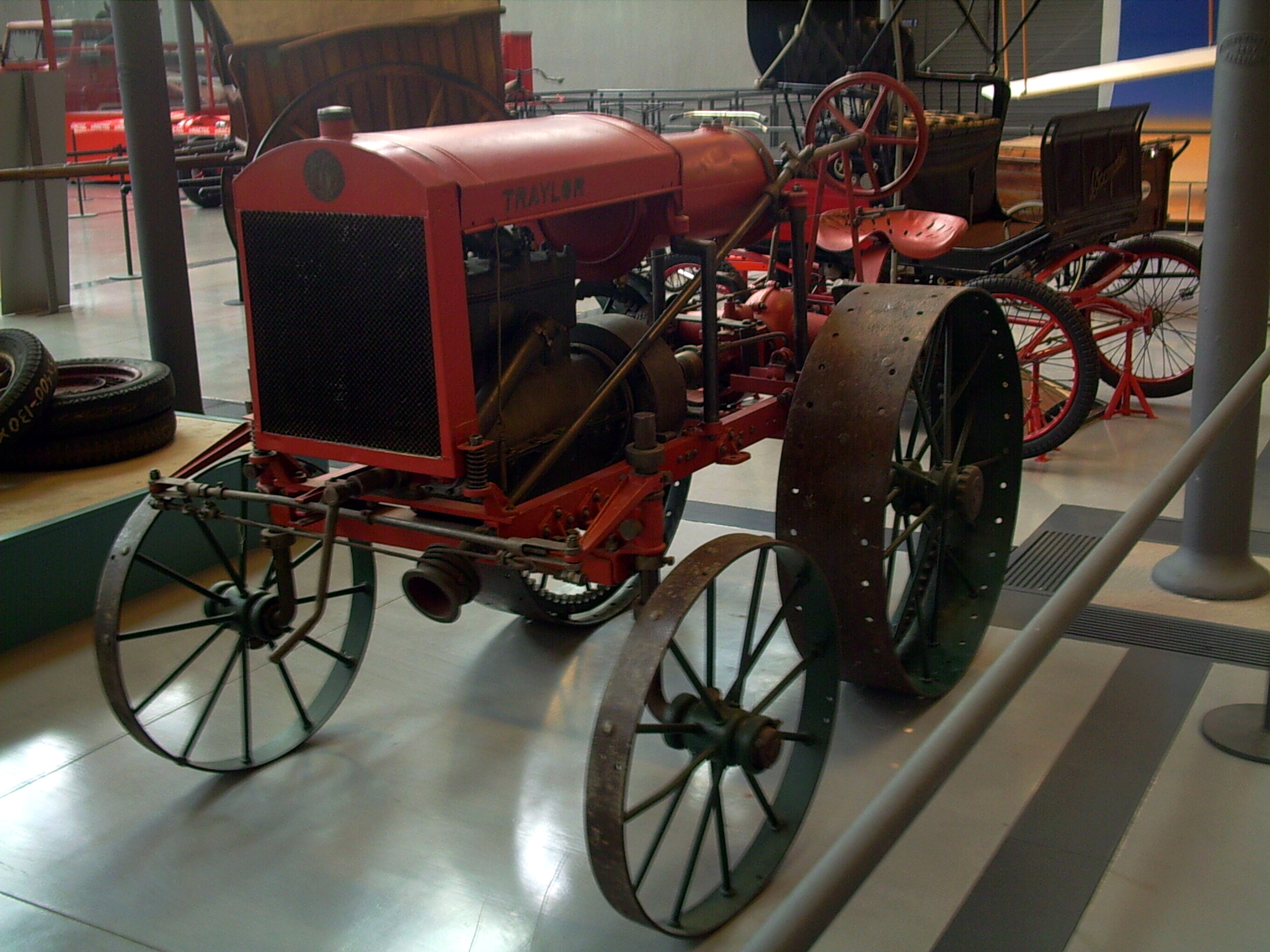
Traylor 6-12 Tractor (ca. 1924), Vorderansicht

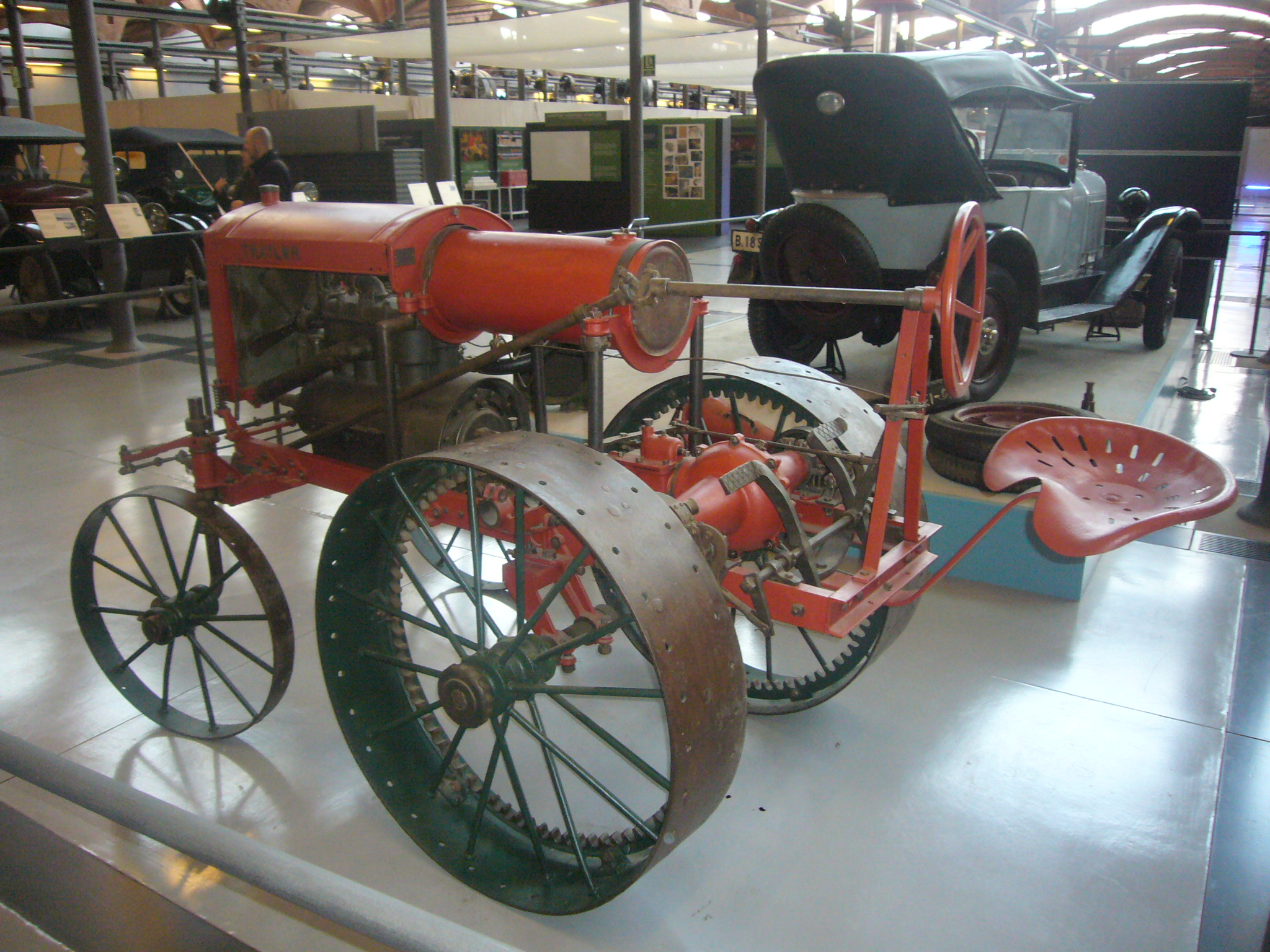
Traylor 6-12 Tractor (ca. 1924), Rückansicht

Traylor bot, wahrscheinlich während der ganzen Produktionszeit seiner LKW, auch einen Farm-Traktor an. Dieses Modell 6-12 leistete 6 bhp an der Zapfwelle und 12 bhp am Riemen. Der Motor war ein LeRoi Vierzylinder mit 3⅛ Zoll Bohrung und 4½ Zoll Hub, ergebend 138 c.i. oder 2262 cm³ Hubraum. Dazu war eine Pflanzmaschine optional erhältlich.